# Radlängd
Med termen radlängd avses längden av en tecken- eller textrad, från dess början till dess slut (radslutet).
Inom typografin anses att radlängden inte bör överstiga ett visst antal tecken eller en viss längd (en del skolor säger maximalt 70 tecken), eftersom radlängden annars blir för omfattande för att ge en behaglig läsning.
Radavståndet bör också, enligt många typografiska skolor, anpassas efter radlängden för att ge en behaglig läsning utan avbrott då ögat ska gå från slutet av en textrad till efterföljande textrads början.
I vissa sammanhang används radlängd och sats- eller spaltbredd som synonymer, men detta gäller endast då textraden är marginaljusterad till spaltens bredd. Då texten är vänster- eller högerställd kan en viss textrad bli betydligt kortare än spaltbredden beroende på de individuella ordens längd och om avstavning används. Dock kan radlängden aldrig överstiga spaltbredden.